# .ar
.ar е интернет домейн от първо ниво за Аржентина. Администрира се от Министерството на външните работи на Аржентина. Представен е през 1987 г.

## Домейни от второ ниво
- .com.ar
- .edu.ar
- .gob.ar
- .gov.ar
- .int.ar
- .mil.ar
- .net.ar
- .org.ar
- .tur.ar